# Юбер Гарда
Юбер Гарда (17 квітня 1957 , 6th arrondissement of Lyond ) — французький фехтувальник на шпагах, олімпійський чемпіон 1980 року.

## Виступи на Олімпіадах
| Олімпіада   | Дисципліна     | Місце |
| ----------- | -------------- | ----- |
| Москва 1980 | командна шпага | 1     |